# Batalha das Gurias
A Batalha das Gurias é um coletivo cultural e um dos exemplos de evento do tipo Batalha de Rap do Brasil, com o objetivo de unir o público feminino dentro da cultura Hip Hop, e um representante do Hip Hop Brasiliense. Essas batalhas são realizadas regularmente, com frequência mensal, no Museu Nacional da República em Brasília, Distrito Federal, Brasil.

## História
A Batalha das Gurias foi criada em agosto de 2013, por cinco mulheres que participavam de batalhas de rimas no Museu Nacional da República, o coletivo começou com o intuito de incentivar a participação feminina no Rap a partir de um grupo exclusivo para as mulheres, do Distrito Federal. O coletivo Batalha das Gurias (também conhecido como BDG) luta por mais espaço das mulheres no Rap e pela força feminina, dessa forma auxiliando muitas jovens que encontram na BGD um espaço de expressão e de voz.
Em 2017, a BDG funcionou de forma itinerante e percorreu diversas cidades do Distrito Federal. O coletivo BDG se esforça para se apresentar em casas de cultura e espaços públicos e conta com apoio de cidadãos para realizar os eventos. As organizadoras se reúnem uma vez por mês e conciliam trabalho e estudo com os projetos da BDG.

## Modo de funcionamento
Basicamente, as batalhas expressam, principalmente, a cultura da periferia, dentro de um movimento musical de contracultura: o Hip Hop. Os duelos de rimas são capazes de entreter pessoas de todas as idades, esses eventos ocupam espaços públicos e promove a disputa entre MCs, que precisam se mostrar mais hábeis e criativos que seus adversários.
Pode-se observar, que uma batalha de rimas é mais que um mero jogo de palavras ao som de um beat (a parte instrumental de uma música de Hip Hop criada por um Beatmaker), as batalhas funcionam como canal de divulgação de comportamentos e valores da periferia e costumam também abordar temas políticos e sociais, por exemplo: racismo, desigualdade social e diversos abusos de poder político.
Nos eventos da BGD, denúncias contra o machismo e a desigualdade de gênero são comuns. O local mais comum para realizar as batalhas da BDG, normalmente, é na rua. As melhores edições ocorreram em praças públicas.
No último domingo de cada mês, as estudantes brasilienses se reúnem na praça do Museu da República para uma disputa que envolve música e criatividade: a Batalha das Gurias (BDG). O evento tem como objetivo a inclusão de mulheres em um ambiente majoritariamente masculino. Inicialmente, a BDG foi apoiada por alguns dos organizadores da Batalha do Museu, um movimento de Rap misto.
Algumas das jovens participantes da BGD começaram a escutar Rap dentro de casa, mas a maioria conta que a atividade gerou resistência inicial dos pais e parentes.

## Projetos Sociais
Além das batalhas de rimas, a Batalha das Gurias também ministra oficina em diversas escolas e marca presença em festivais e congressos musicais, como o Fórum Nacional de Mulheres no Hip Hop e o Green Move Festival.

## Pandemia
Antes da Pandemia de COVID-19, os eventos da Batalha das Gurias estavam ocorrendo mensalmente no Museu Nacional da República.